# Gudja United
Der Gudja United Football Club ist ein maltesischer Fußballverein aus Gudja.

## Geschichte
Der Verein wurde 1945 gegründet und die die erste Teilnahme an Vereinsmeisterschaften erfolgte zur Saison 1949/50. Zu Beginn waren die Vereinsfarben schwarz und weiß. Später wurde sie in Rot und schlussendlich auf blau und weiß geändert. Letztere repräsentieren die Farben des Schutzpatronin Gudjas. Anfänglich spielte die Mannschaft unterklassig, bevor ihr 1974 erstmals der Aufstieg in die zweite maltesische Liga, die Maltese First Division, gelang. 1983 und 1992 stiegen sie erneut in selbige Liga auf. In der Saison 2004/05 wurden sie Meister in der vierten Liga. 2012 erreichten sie erneut den Aufstieg in die zweite Liga. Selbiges gelang 2018, als die Mannschaft Meister wurde. Im Jahre 2019 gelang der Mannschaft dann auch erstmals in der Klubgeschichte der Aufstieg in die Maltese Premier League. Rekordspieler des Vereins ist Andrew Farrugia mit 338 absolvierten Partien und der beste Torschütze ist Maurice Muscat mit 58 Treffern.

## Stadion
Die Heimstätte des Vereins ist normalerweise das 1.000 Zuschauer fassende Gudja United Stadium. Seit dem Aufstieg in die Maltese Premier League und den damit verbundenen Auflagen trägt der Klub seine Heimspiele im Centenary Stadium (3.000 Plätze) in der Stadt Attard aus. 

## Bekannte Spieler
- Daniel Fernandes (2 A-Länderspiele für Portugal, ehemaliger Bundesligaspieler des VfL Bochum)